# Непрямі податки
Непрямі́ пода́тки — податки на товари і послуги, що встановлюються у вигляді надбавки до ціни або тарифу, оплачуються покупцями при купівлі товарів та отриманні послуг, а в бюджет вносять продавці чи рідше виробники цих товарів та послуг.

## В українському законодавстві
Непрямі податки — податки на продаж, з обігу, на додану вартість, на продаж цінних паперів, на переказ коштів за кордон, на дарування і успадкування, на передачу власності, на матеріально-технічні запаси та обладнання, на монопольне право та привілеї, а також акцизи, гербові збори, прикордонні збори та всі інші податки (збори), крім прямих податків і податків з імпорту. Слід відмітити, що подібне визначення є чисто юридичним і дещо обмеженим з точки зору економічної теорії, однак саме воно використовується у вітчизняному законодавстві.

## Переваги та недоліки
Непрямі податки, на відміну від прямих мають свої переваги та недоліки. Вони ефективніші в фіскальному аспекті, оскільки оподатковують споживання, яке своєю чергою є більш стабільною і негнучкою величиною, ніж прибутки. Від них тяжко ухилитись і досить легко контролювати їхню сплату. Непрямі податки не впливають на процеси нагромадження, але вони регресивні в соціальному аспекті й здійснюють досить значний вплив на загальні процеси ціноутворення. Крім того, за допомогою специфічних акцизів можна впливати на структуру споживання. З іншого боку структура споживання у різних верств населення суттєво відрізняється, тому принцип справедливого оподаткування може бути реалізований через диференційований підхід до встановлення непрямих податків на окремі товари, роботи та послуги. Однак тут теж є певні обмеження. Встановлення вищих податків тільки на так звані товари не першої необхідності й розкоші звужує сферу непрямого оподаткування і скорочує надходження доходів до бюджету. Навпаки, навіть невисокий рівень непрямого оподаткування товарів повсякденного попиту забезпечує державі сталі й значні доходи, бо таке споживання є сталим і значним у масштабах суспільства.

## Риси та особливості
Характерною особливістю непрямих податків є те, що:
- це внутрішні податки які не можуть регулюватися нормами міжнародних договорів, крім договорів, ратифікованих Верховною Радою України, до набрання чинності законів за кожним з вказаних податків;
- вони виникають тільки на останньому етапі в процесі реалізації товарів (робіт, послуг) безпосередньо виробником чи торговельною організацією, а також юридичними і фізичними особами, які ввозять на митну територію України товари, шляхом надбавки до ціни товару (робіт, послуг), що склалася, створюючи нову вартість;
- вони стягуються державою незалежно від результатів господарської діяльності платника податків;
- непрямими вони є через те, що фактично матеріальні витрати зі сплати податку несе споживач у складі ціни на продукцію, що він придбав.

Тому непрямі податки мають характер податків на споживання. Платник податку (юридична чи фізична особа) виступає як посередник, що нараховує і сплачує податок у бюджет держави!

## Види
В світовій практиці існують три види непрямих податків: акцизи, фіскальна монополія і мито. Нині в Україні стягуються акцизи, мито та податок на додану вартість.

### Акцизи
Акцизи — це непрямі податки, які встановлюються у вигляді надбавки до ціни. Бувають специфічні та універсальні акцизи. Також акцизи поділяють на фіксовані та пропорційні. Фіксовані — встановлені на одиницю товару в грошовому вираженні, пропорцій — як відсоток до обсягів реалізації.

#### Специфічні акцизи
Ці акцизи виникли набагато раніше, ніж універсальні. Характерними їх рисами є обмежений перелік товарів, по яких вони стягуються, та диференційовані ставки по окремих групах товарів.
Акцизний збір в Україні було запроваджено у 1992 році і разом з ПДВ замінив податки з обороту і з продажу. Порядок обчислення і сплати акцизного збору регламентується: Податковим кодексом України.
Перелік товарів, на які встановлюється акцизний збір (підакцизних товарів), і ставки акцизного збору затверджуються законодавче і є єдиними на всій території України для вітчизняних та імпортних товарів.
У перелік підакцизних товарів було включено спирт і алкогольні напої, тютюнові вироби, транспортні засоби і шини до них, бензин, рушниці спортивні, ювелірні вироби, магнітофони й апаратуру звукозапису, відеоапаратуру, відео- та аудіокасети, компакт-диски, телевізори кольорові, набори кухонні або столові, офісні меблі, одяг з натуральної шкіри та хутра, шоколад, каву, рибні делікатеси, частини тушок домашньої птиці.
З 1 січня 2000 р. значно скорочено перелік підакцизних товарів, змінено ставки податку та запроваджено новий механізм обчислення акцизного збору для імпортованих товарів за застосування ставки акцизного збору у відсотках.
До підакцизних товарів віднесено:
- бензини моторні;
- дизельне пальне;
- автомобілі;
- тютюнові вироби;
- ювелірні вироби (до 01.01.03);
- спирт етиловий та алкогольні напої;
- пиво солодове.

#### Універсальні акцизи
Універсальні акцизи відрізняються від специфічних універсальними ставками на всі групи товарів та ширшою базою оподаткування. Поширення універсальних акцизів зумовлене рядом чинників. Широка база оподаткування забезпечує стійкі надходження до бюджету, які не залежать від змін в уподобаннях споживачів та асортименті реалізованих товарів. Універсальні ставки полегшують контроль податкових органів за правильністю сплати податку. Універсальні акцизи доволі нейтральні до процесів ціноутворення, оскільки податковий тягар рівномірно розподіляється між усіма групами товарів. Такі недоліки непрямих податків, як значний вплив на інфляційні процеси і регресивність в соціальному аспекті виражені в універсальних акцизах яскравіше ніж в інших непрямих податках.
У податковій практиці існують три форми універсальних акцизів: податок з продажів (купівель) у сфері оптової або роздрібної торгівлі, податок з обороту і податок на додану вартість.
Об'єктом оподаткування податку з продажу (купівель) у ланках оптової чи роздрібної торгівлі є валовий доход на кінцевому етапі реалізації чи виробництва товарів, тобто оподаткування провадиться лише один раз, на одному ступені руху товарів. Цей податок використовувався нетривалий час в останній період існування СРСР, але поширений в інших країнах.
Податок з обороту також стягується з валового обороту, але вже на всіх ступенях руху товарів. Із цим пов'язаний значний недолік податків цієї групи — кумулятивний ефект, який полягає в тому, що в об'єкт оподаткування включаються податки, які були сплачені раніше, на попередніх етапах руху товарів. Цей податок широко і протягом тривалого часу (з початку 30-х і до початку 90-х років) використовувався в СРСР. Ставки податку з обороту були диференційовані за видами товарів. Досі використовується в ряді країн.
Податок на додану вартість сплачується на всіх етапах руху товарів, але об'єктом оподаткування виступає вже не валовий оборот, а додана вартість, що зберігає переваги податку з обороту, але в той же самий час ліквідує його головний недолік — кумулятивний ефект. Однак недоліком цього податку є складності та широке поле для зловживань в адмініструванні. Обчислення і стягнення податку на додану вартість потребує відповідного визначення об'єкта оподаткування — доданої вартості. Можливі два способи її обчислення: заробітна плата + прибуток; виручка від реалізації — матеріальні витрати. Цей податок набув значного поширення в європейських країнах. Використовується цей податок і в Україні. В залежності від зловживань в його адмініструванні він то фактично не наповнював бюджет оскільки суми відшкодування майже дорівнювали сумам стягнення, то ставав головним джерелом його наповнення. При цьому застосовуються диференційовані ставки для окремих груп, видів товарів.

### Фіскальна монополія
Фіскальна монополія — це прибуток держави від реалізації монополізованих державою товарів. При частковій монополії держава монополізує або тільки процес ціноутворення, або ціноутворення і виробництво певних видів товарів, або ціноутворення і реалізацію. При повній монополії держава залишає за собою виключне право на виробництво і реалізацію окремих товарів за встановленими нею цінами.

### Мито
Мито встановлюється при переміщенні товарів через митний кордон держави, тобто при ввезенні, вивезенні або транспортуванні транзитом. На відміну від інших непрямих податків стягнення мита має на меті не стільки фіскальні потреби держави, скільки формування раціональної структури експорту і імпорту. В залежності від мети введення розрізняють такі види мита: статистичне, фіскальне, протекціоністське, антидемпінгове, преференційне, зрівняльне.
Ввізне мито нараховується на товари та інші предмети в разі ввезення таких на митну територію держави. Воно є диференційованим:
- стосовно товарів, які надходять з держав, що входять разом з Україною до митних союзів або утворюють спеціальні митні зони;
- стосовно товарів, котрі надходять з країн або економічних союзів, які користуються в Україні режимом найбільшого сприяння.

Вивізне мито нараховується на товари та інші предмети за їх вивезення за межі митної території держави.
Сезонне мито застосовується на окремі товари на строк не більший ніж чотири місяці від моменту його встановлення. Сезонне мито може бути ввізним і вивізним.
Спеціальне мито — вид мита, рівень ставок якого встановлюється на більш
високому рівні в порівнянні зі звичайним як міра захисту внутрішнього
ринку від надмірного імпорту.
Спеціальне мито застосовується:
- як спосіб захисту українських виробників в цілому;
- як спосіб захисту національного товаровиробника, коли товари ввозяться на митну територію України в обсягах або за умов, що можуть завдавати шкоди національному товаровиробнику;
- як запобіжний засіб проти порушення національних інтересів учасниками зовнішньоекономічної діяльності;
- як заходи у відповідь на дискримінаційні або недружні дії інших держав, митних союзів.

Антидемпінгове мито застосовується в разі:
- увезення на митну територію товарів за демпінговими цінами, що завдає шкоди національному товаровиробнику;
- вивезення за межі митної території товарів за ціною, істотно нижчою від цін інших експортерів — конкурентів.

Компенсаційне мито застосовується в разі:
- увезення на митну територію товарів, які є об'єктом субсидованого імпорту, що завдає шкоди національному товаровиробнику;
- вивезення за межі митної території товарів на виробництво, переробку, продаж або споживання котрих надавалася державна субсидія, якщо таке вивезення завдає шкоди державі.

Міжнародна практика, а також український досвід свідчать, що найпоширенішим є мито на імпорт.